# Атмосфера Земли
Атмосфе́ра Земли́ (от. др.-греч. ἀτμός — пар и σφαῖρα — шар) — газовая оболочка, окружающая планету Земля, одна из геосфер. Внутренняя её поверхность покрывает гидросферу и частично земную кору, внешняя переходит в околоземную часть космического пространства.
Совокупность разделов физики и химии, изучающих атмосферу, принято называть физикой атмосферы. Состояние атмосферы определяет погоду и климат на поверхности Земли. Изучением погоды занимается метеорология, а климатом и его вариациями — климатология.

## Граница атмосферы
Атмосферой принято считать ту область вокруг Земли, в которой газовая среда вращается вместе с Землёй как единое целое. Атмосфера переходит в межпланетное пространство постепенно, в экзосфере, начинающейся на высоте 500—1000 км от поверхности Земли.
По определению, предложенному Международной авиационной федерацией, граница атмосферы и космоса проводится по линии Кармана, расположенной на высоте 100 км, выше которой авиационные полёты становятся полностью невозможными. NASA использует в качестве границы атмосферы отметку в 122 километра (400 000 футов), где при возвращении на Землю «шаттлы» переключались с маневрирования с помощью двигателей на аэродинамическое маневрирование.

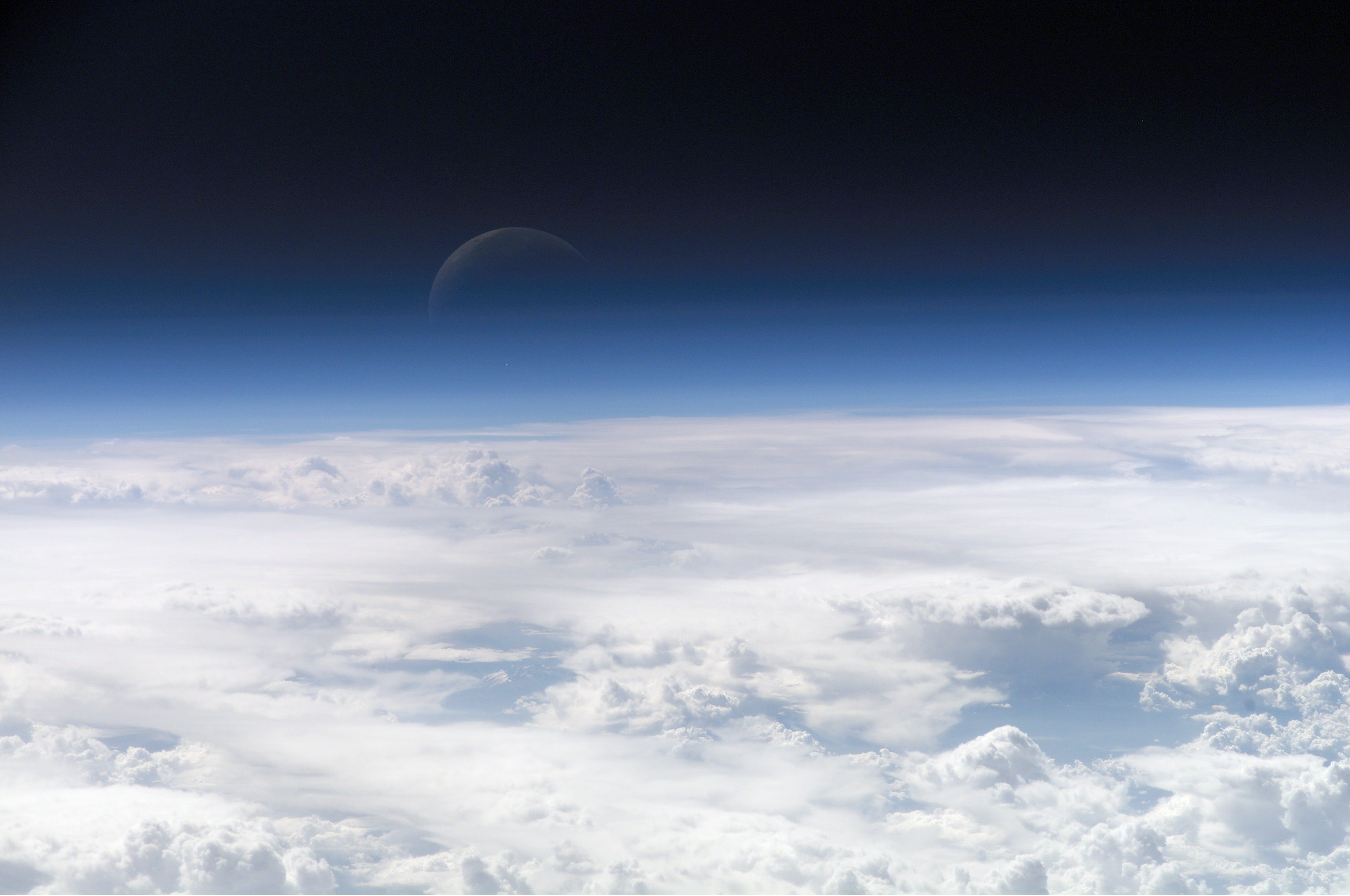
Атмосфера Земли (снимок с МКС, 2006). На больших высотах атмосфера становится очень разрежённой, так что её присутствием можно пренебречь.

## Физические свойства
Суммарная масса воздуха в атмосфере — (5,1—5,3)⋅1018 кг. Из них масса сухого воздуха составляет (5,1352 ± 0,0003)⋅1018 кг, общая масса водяных паров в среднем равна 1,27⋅1016 кг.
Молярная масса чистого сухого воздуха составляет 28,966 г/моль, плотность воздуха у поверхности моря приблизительно равна 1,2 кг/м3. Давление при 0 °C на уровне моря составляет 101,325 кПа; критическая температура — −140,7 °C (~ 132,4 К); критическое давление — 3,7 МПа; {\displaystyle C_{P}} при 0 °C — 1,0048⋅103 Дж/(кг·К), {\displaystyle C_{V}} — 0,7159⋅103 Дж/(кг·К) (при 0 °C). Растворимость воздуха в воде (по массе) при 0 °C — 0,0036 %, при 25 °C — 0,0023 %.
За «нормальные условия» у поверхности Земли приняты: плотность 1,225 кг/м3, барометрическое давление 101,325 кПа, температура +15 °C, влажность 0 %. Эти условные показатели имеют чисто инженерное значение.

## Состав
Атмосфера Земли возникла в результате двух процессов: испарения вещества космических тел при их падении на Землю и выделения газов при вулканических извержениях (дегазация земной мантии). С выделением океанов и появлением биосферы атмосфера изменялась за счёт газообмена с водой, растениями, животными и продуктами их разложения в почвах и болотах.

Состав сухого воздуха

В настоящее время атмосфера Земли состоит в основном из газов и различных примесей (пыль, капли воды, кристаллы льда, морские соли, продукты горения).
Концентрация газов, составляющих атмосферу, практически постоянна, за исключением воды ({\displaystyle {\ce {H2O}}}) и углекислого газа ({\displaystyle {\ce {CO2}}}), концентрация которого растёт с середины XX века.
| Газ            | Содержание по объёму, % | Содержание по массе, % |
| -------------- | ----------------------- | ---------------------- |
| Азот           | 78,08                   | 75,51                  |
| Кислород       | 20,95                   | 23,14                  |
| Аргон          | 0,934                   | 1,29                   |
| Углекислый газ | 0,034 — 0,042           | 0,052                  |
| Неон           | 1,818⋅10−3              | 1,27⋅10−3              |
| Гелий          | 5,24⋅10−4               | 7,2⋅10−5               |
| Метан          | 1,7⋅10−4 — 2⋅10−4       | 0,95⋅10−4              |
| Криптон        | 1,14⋅10−4               | 2,9⋅10−4               |
| Водород        | 5⋅10−5                  | 3,5⋅10−6               |
| Ксенон         | 8,7⋅10−6                | 3,6⋅10−5               |

Содержание воды в атмосфере (в виде водяных паров) колеблется от 0,2 % до 2,5 % по объёму, и зависит в основном от широты.
Кроме указанных в таблице газов, в атмосфере содержатся {\displaystyle {\ce {N2O}}} и другие оксиды азота ({\displaystyle {\ce {NO2}}}, {\displaystyle {\ce {NO}}}), пропан и другие углеводороды, {\displaystyle {\ce {O3}}}, {\displaystyle {\ce {Cl2}}}, {\displaystyle {\ce {SO2}}}, {\displaystyle {\ce {NH3}}}, {\displaystyle {\ce {CO}}}, {\displaystyle {\ce {HCl}}}, {\displaystyle {\ce {HF}}}, {\displaystyle {\ce {HBr}}}, {\displaystyle {\ce {HI}}}, пары {\displaystyle {\ce {Hg}}}, {\displaystyle {\ce {I2}}}, {\displaystyle {\ce {Br2}}}, а также многие другие газы в незначительных количествах. В тропосфере постоянно находится большое количество взвешенных твёрдых и жидких частиц (аэрозоль). Очень редким газом в земной атмосфере является {\displaystyle {\ce {Rn}}}.

## Строение атмосферы

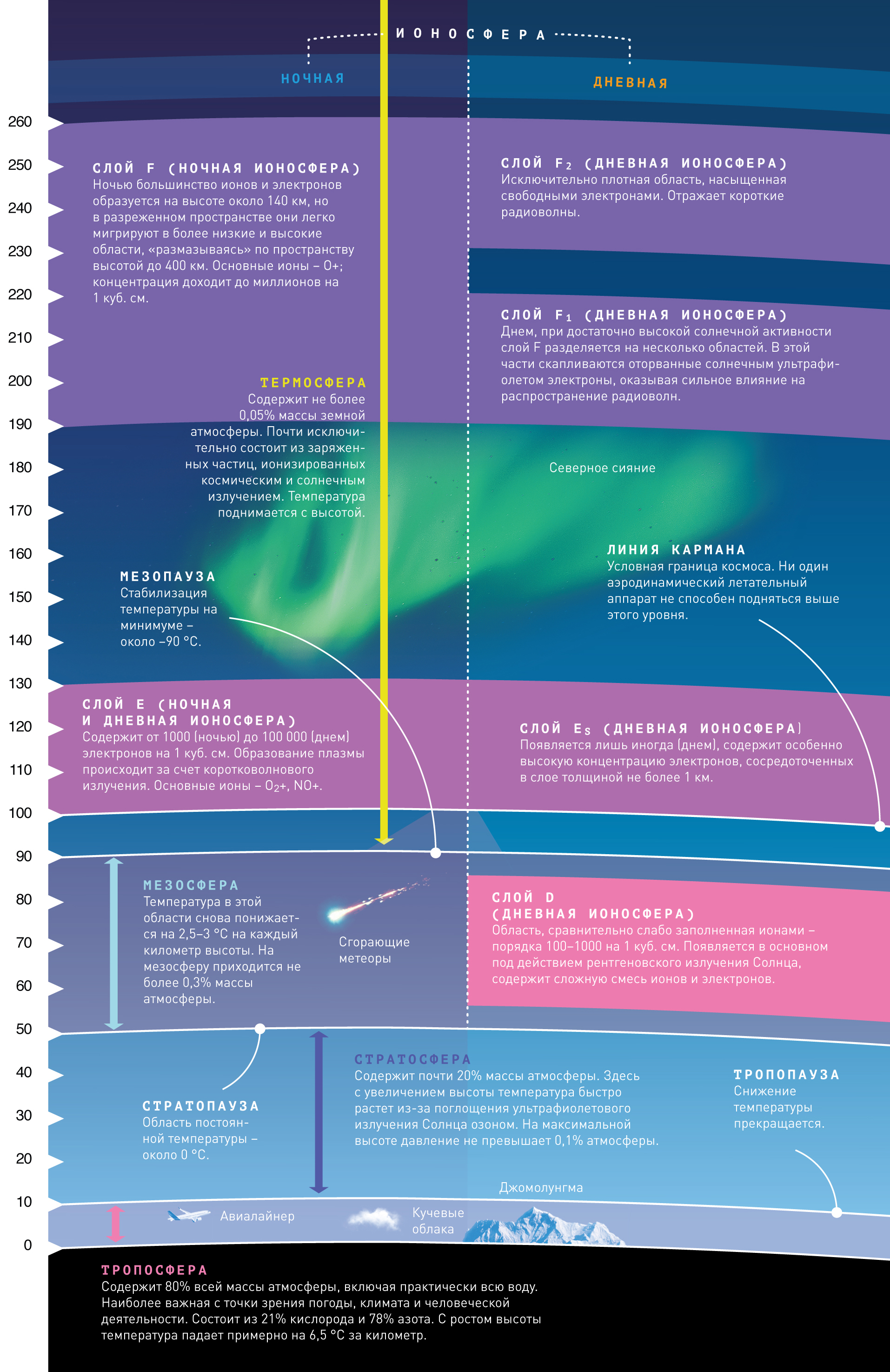
Дневное и ночное состояние атмосферы Земли

Стандартная зависимость плотности, давления, скорости звука и температуры в атмосфере от высоты с приблизительными высотами различных объектов до высоты 100 км. Графики построены по данным из.

### Пограничный слой атмосферы
Нижний слой тропосферы (1—2 км толщиной), в котором состояние и свойства поверхности Земли непосредственно влияют на динамику атмосферы.

### Тропосфера
Её верхняя граница находится на высоте 8—10 км в полярных, 10—12 км в умеренных и 16—18 км в тропических широтах; зимой ниже, чем летом.

Нижний, основной слой атмосферы содержит более 80 % всей массы атмосферного воздуха и около 90 % всего имеющегося в атмосфере водяного пара. В тропосфере сильно развиты турбулентность и конвекция, возникают облака, развиваются циклоны и антициклоны. Температура убывает с ростом высоты со средним вертикальным градиентом 0,65°/100 метров.

### Тропопауза
Переходный слой от тропосферы к стратосфере, слой атмосферы, в котором прекращается снижение температуры воздуха с возрастанием высоты.

### Стратосфера
Слой атмосферы, располагающийся на высоте от 11 до 50 км. Характерно незначительное изменение температуры в слое 11—25 км (нижний слой стратосферы) и повышение её в слое 25—40 км от −56,5 до +0,8 °С (верхний слой стратосферы или область инверсии). Достигнув на высоте около 40 км значения около 273 К (почти 0 °C), температура остаётся постоянной до высоты около 55 км. Эта область постоянной температуры называется стратопаузой и является границей между стратосферой и мезосферой. В середине XIX века полагали, что на высоте 12 км (6 тыс. туазов) заканчивается атмосфера Земли (Пять недель на воздушном шаре, 13 гл). В стратосфере располагается озоновый слой, который защищает Землю от ультрафиолетового излучения.

### Стратопауза
Пограничный слой атмосферы между стратосферой и мезосферой. В вертикальном распределении температуры имеет место максимум (около 0 °C).

### Мезосфера

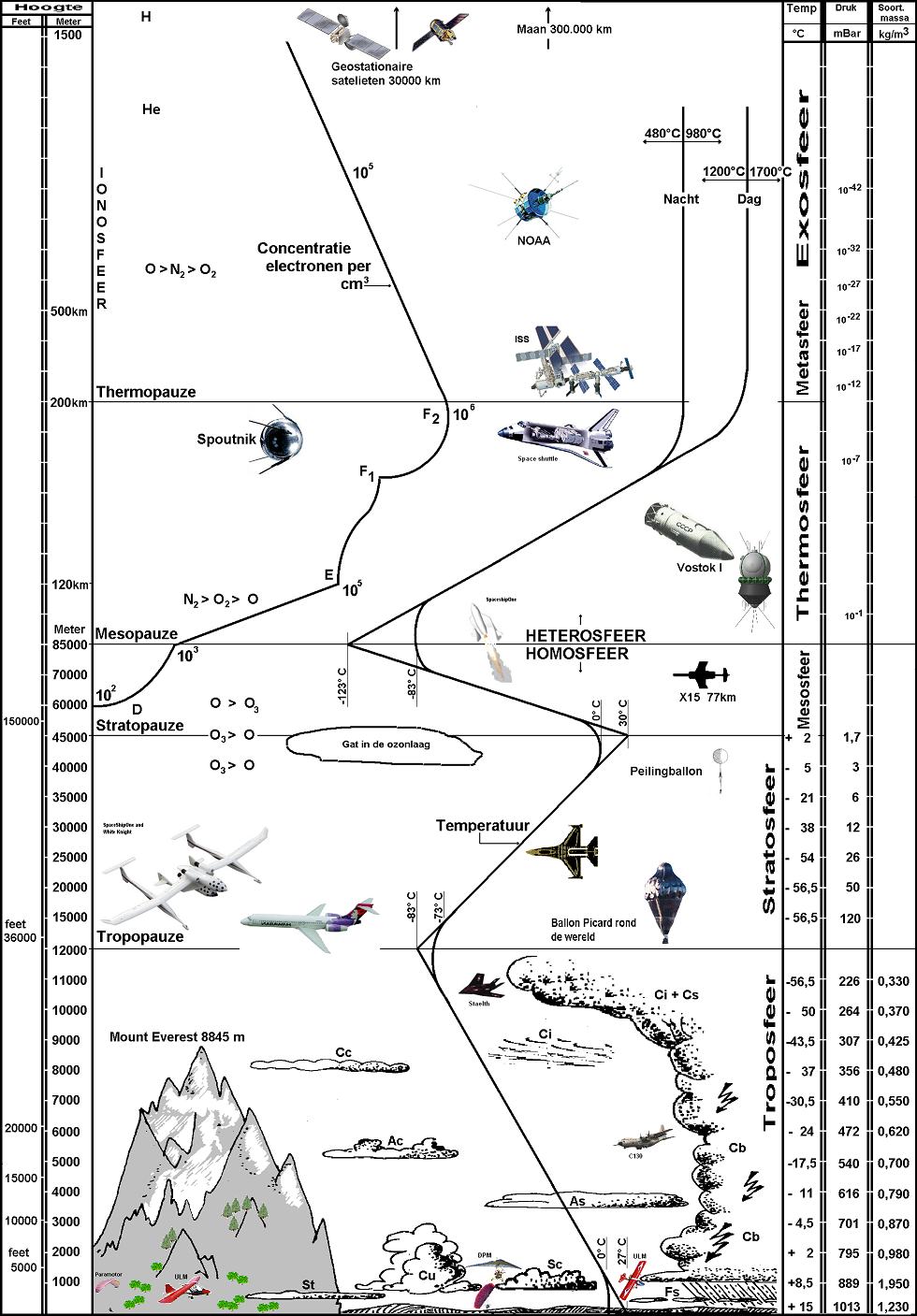
Атмосфера Земли

Мезосфера начинается на высоте 50-55 км и простирается до 80-100 км, точная высота границ мезосферы зависит от широты и времени года. Температура с высотой понижается со средним вертикальным градиентом (0,25—0,3)°/100 м. Основным энергетическим процессом является лучистый теплообмен. Сложные фотохимические процессы с участием свободных радикалов, колебательно возбуждённых молекул и так далее, обусловливают свечение атмосферы.

### Мезопауза
Переходный слой между мезосферой и термосферой. В вертикальном распределении температуры имеет место минимум (около −90 °C).

### Линия Кармана
Высота над уровнем моря, которая условно принимается в качестве границы между атмосферой Земли и космосом.
В соответствии с определением ФАИ, линия Кармана находится на высоте 100 км над уровнем моря.

### Термосфера
Верхний предел — около 800 км. Температура растёт до высот 200—300 км, где достигает значений порядка 1500 К, после чего остаётся почти постоянной до больших высот. Под действием солнечной радиации и космического излучения происходит ионизация воздуха («полярные сияния») — основные области ионосферы лежат внутри термосферы. На высотах свыше 300 км преобладает атомарный кислород. Верхний предел термосферы в значительной степени определяется текущей активностью Солнца. В периоды низкой активности — например, в 2008—2009 годах — происходит заметное уменьшение размеров этого слоя.

### Термопауза
Область атмосферы, прилегающая сверху к термосфере. В этой области поглощение солнечного излучения незначительно и температура практически не меняется с высотой.

### Экзосфера (сфера рассеяния)

Атмосферные слои до высоты 120 км

Экзосфера — зона рассеяния, внешняя часть термосферы, расположенная выше 500—1000 км (в зависимости от солнечной активности). Газ в экзосфере сильно разрежён, и отсюда идёт утечка его частиц в межпланетное пространство (диссипация).
До высоты 100 км атмосфера представляет собой гомогенную хорошо перемешанную смесь газов. В более высоких слоях распределение газов по высоте зависит от их молекулярных масс, концентрация более тяжёлых газов убывает быстрее по мере удаления от поверхности Земли. Вследствие уменьшения плотности газов температура понижается от 0 °C в стратосфере до минус 110 °C в мезосфере. Однако кинетическая энергия отдельных частиц на высотах 200—250 км соответствует температуре ~ 150 °C. Выше 200 км наблюдаются значительные флуктуации температуры и плотности газов во времени и пространстве.
На высоте около 2000—3500 км экзосфера постепенно переходит в так называемый ближнекосмический вакуум, который заполнен редкими частицами межпланетного газа, главным образом атомами водорода. Но этот газ представляет собой лишь часть межпланетного вещества. Другую часть составляют пылевидные частицы кометного и метеорного происхождения. Кроме чрезвычайно разрежённых пылевидных частиц, в это пространство проникает электромагнитная и корпускулярная радиация солнечного и галактического происхождения.
Анализ данных прибора SWAN на космическом аппарате SOHO показал, что самая внешняя часть экзосферы Земли (геокорона) простирается примерно на 100 радиусов Земли или около 640 тыс. км, то есть гораздо дальше орбиты Луны.

### Обзор
На долю тропосферы приходится около 80 % массы атмосферы, на долю стратосферы — около 20 %; масса мезосферы — не более 0,3 %, термосферы — менее 0,05 % от общей массы атмосферы.
На основании электрических свойств в атмосфере выделяют нейтросферу и ионосферу.
В зависимости от состава газа в атмосфере выделяют гомосферу и гетеросферу. Гетеросфера — это область, где гравитация оказывает влияние на разделение газов, так как их перемешивание на такой высоте незначительно. Отсюда следует переменный состав гетеросферы. Ниже её лежит хорошо перемешанная, однородная по составу часть атмосферы, называемая гомосфера. Граница между этими слоями называется турбопаузой, она лежит на высоте около 120 км.

## Другие свойства атмосферы и воздействие на человеческий организм
Уже на высоте 5 км над уровнем моря у нетренированного человека появляется кислородное голодание и без адаптации работоспособность человека значительно снижается. Здесь кончается физиологическая зона атмосферы. Дыхание человека становится невозможным на высоте 9 км, хотя примерно до 115 км атмосфера содержит кислород.
Атмосфера снабжает нас необходимым для дыхания кислородом. Однако вследствие падения общего давления атмосферы по мере подъёма на высоту соответственно снижается и парциальное давление кислорода.
В лёгких человека постоянно содержится около 3 л альвеолярного воздуха. Парциальное давление кислорода в альвеолярном воздухе при нормальном атмосферном давлении составляет 110 мм рт. ст., давление углекислого газа — 40 мм рт. ст., а паров воды — 47 мм рт. ст. С увеличением высоты давление кислорода падает, а суммарное давление паров воды и углекислоты в лёгких остаётся почти постоянным — около 87 мм рт. ст. Поступление кислорода в лёгкие полностью прекратится, когда давление окружающего воздуха станет равным этой величине.
С точки зрения физиологии человека «космос» начинается уже на высоте около 19—20 км. На этой высоте давление атмосферы снижается до 47 мм рт. ст. и температура кипения воды равна температуре тела — 36,6 °C, что приводит к кипению воды и межтканевой жидкости в организме человека. Вне герметичной кабины на этих высотах смерть наступает почти мгновенно.
Плотные слои воздуха — тропосфера и стратосфера — защищают нас от поражающего действия радиации. При достаточном разрежении воздуха, на высотах более 36 км, интенсивное действие на организм оказывает ионизирующая радиация — первичные космические лучи; на высотах более 40 км действует опасная для человека ультрафиолетовая часть солнечного спектра.
По мере подъёма на всё большую высоту над поверхностью Земли постепенно ослабляются, а затем и полностью исчезают такие привычные для нас явления, наблюдаемые в нижних слоях атмосферы, как распространение звука, возникновение аэродинамической подъёмной силы и сопротивления, передача тепла конвекцией и другие.
В разрежённых слоях воздуха распространение звука оказывается невозможным. До высот 60—90 км ещё возможно использование сопротивления и подъёмной силы воздуха для управляемого аэродинамического полёта. Но начиная с высот 100—130 км, знакомые каждому лётчику понятия числа М и звукового барьера теряют свой смысл: там проходит условная линия Кармана, за которой начинается область чисто баллистического полёта, управлять которым можно, лишь используя реактивные силы.
На высотах выше 100 км атмосфера лишена и другого замечательного свойства — способности поглощать, проводить и передавать тепловую энергию путём конвекции (то есть с помощью перемешивания воздуха). Это значит, что различные элементы оборудования, аппаратуры орбитальной космической станции не смогут охлаждаться снаружи так, как это делается обычно на самолёте, — с помощью воздушных струй и воздушных радиаторов. На такой высоте, как и вообще в космосе, единственным способом передачи тепла является тепловое излучение.

## История образования атмосферы
Согласно наиболее распространённой теории, атмосфера Земли на протяжении истории последней перебыла в трёх различных составах:
- Так называемая первичная атмосфера, первоначально состояла из лёгких газов (водорода и гелия), захваченных из межпланетного пространства.
- На следующем этапе активная вулканическая деятельность привела к насыщению атмосферы и другими газами, кроме водорода (углекислым газом, аммиаком, водяным паром). Так образовалась вторичная атмосфера. Эта атмосфера была восстановительной. Далее процесс образования атмосферы определялся следующими факторами: утечка лёгких газов (водорода и гелия) в межпланетное пространство и химические реакции, происходящие в атмосфере под влиянием ультрафиолетового излучения, грозовых разрядов и некоторых других факторов.
- Постепенно эти факторы привели к образованию третичной атмосферы, характеризующейся гораздо меньшим содержанием водорода и гораздо большим — азота и углекислого газа (образованы в результате химических реакций из аммиака и углеводородов).

### Первичная атмосфера
Первичная атмосфера состояла из газов солнечной туманности, прежде всего водорода. Вероятно, в состав атмосферы также входили простые гидриды, которые сейчас обнаруживаются в атмосферах газовых гигантов (Юпитера и Сатурна) — водяной пар, метан и аммиак.

### Вторичная атмосфера
Выделение газа в результате вулканизма, а также газы, образовавшиеся во время поздней тяжёлой бомбардировки Земли астероидами, привели к появлению атмосферы, состоящей в основном из азота, двуокиси углерода и инертных газов. Большая часть выбросов двуокиси углерода растворялась в воде и реагировала с металлами, такими как кальций и магний, появившимися в результате выветривания пород земной коры, с образованием карбонатов, которые откладывались в виде осадков. Были обнаружены связанные с водой отложения возрастом 3,8 млрд лет.
Около 3,4 миллиарда лет назад азот составлял большую часть тогдашней стабильной «второй атмосферы». Влияние жизни должно быть принято во внимание довольно скоро в истории атмосферы, потому что намёки на ранние формы жизни появляются уже 3,5 миллиарда лет назад. Как Земля в то время поддерживала климат, достаточно тёплый для жидкой воды и жизни, если раннее Солнце излучало на 30% меньше солнечной радиации, чем сегодня, является загадкой, известной как «парадокс слабого молодого Солнца».
Однако геологическая летопись показывает непрерывную относительно тёплую поверхность в течение всей ранней температурной записи Земли, за исключением одной холодной ледниковой фазы около 2,4 миллиарда лет назад. В позднем архее начала развиваться кислородсодержащая атмосфера, по-видимому, созданная фотосинтезирующими цианобактериями (см. Кислородная катастрофа), которые были обнаружены в виде окаменелостей строматолитов возрастом 2,7 млрд лет. Изотопный состав углерода (en:Stable isotope ratio) убедительно свидетельствует об условиях, подобных нынешним, и о том, что фундаментальные черты геохимического углеродного цикла установились уже 4 млрд лет назад.
Древние отложения в Габоне, датируемые примерно 2,15–2,08 млрд лет назад, свидетельствуют о динамической эволюции оксигенации Земли. Эти колебания оксигенации, вероятно, были вызваны изотопной аномалией Ломагунди.

### Азот
Образование большого количества азота {\displaystyle {\ce {N2}}} обусловлено окислением аммиачно-водородной атмосферы молекулярным кислородом {\displaystyle {\ce {O2}}}, который стал поступать с поверхности планеты в результате фотосинтеза, начиная с 3 млрд лет назад. Также азот {\displaystyle {\ce {N2}}} выделяется в атмосферу в результате денитрификации нитратов и других азотосодержащих соединений. Азот окисляется озоном до {\displaystyle {\ce {NO}}} в верхних слоях атмосферы.
Азот {\displaystyle {\ce {N2}}} вступает в реакции лишь в специфических условиях (например, при разряде молнии). Окисление молекулярного азота озоном при электрических разрядах в малых количествах используется в промышленном изготовлении азотных удобрений. Окислять его с малыми энергозатратами и переводить в биологически активную форму могут цианобактерии (сине-зелёные водоросли) и клубеньковые бактерии, формирующие ризобиальный симбиоз с бобовыми растениями, которые могут быть эффективными сидератами — растениями, которые не истощают, а обогащают почву естественными удобрениями.

### Кислород
Состав атмосферы начал радикально меняться с появлением на Земле живых организмов, в результате фотосинтеза, сопровождающегося выделением кислорода и поглощением углекислого газа. Первоначально кислород расходовался на окисление восстановленных соединений — аммиака, углеводородов, закисной формы железа, содержавшейся в океанах и другом. По окончании данного этапа содержание кислорода в атмосфере стало расти. Постепенно образовалась современная атмосфера, обладающая окислительными свойствами. Поскольку это вызвало серьёзные и резкие изменения многих процессов, протекающих в атмосфере, литосфере и биосфере, это событие получило название Кислородная катастрофа.
В течение фанерозоя состав атмосферы и содержание кислорода претерпевали изменения. Они коррелировали прежде всего со скоростью отложения органических осадочных пород. Так, в периоды угленакопления содержание кислорода в атмосфере, видимо, заметно превышало современный уровень.

### Углекислый газ
Содержание в атмосфере {\displaystyle {\ce {CO2}}} зависит от вулканической деятельности и химических процессов в земных оболочках, от интенсивности биосинтеза и разложения органики в биосфере Земли. Практически вся текущая биомасса планеты (около 2,4⋅1012 тонн) образуется за счёт углекислоты, азота и водяного пара, содержащихся в атмосферном воздухе. Захороненная в океане, в болотах и в лесах органика превращается в уголь, нефть и природный газ.
Содержание углекислого газа в атмосфере зависит также от растворимости газа в воде океанов, что связано с температурой воды и её кислотностью.

### Инертные газы
Источниками инертных газов являются вулканические извержения и распад радиоактивных элементов. Земля в целом, и атмосфера в частности, обеднены инертными газами по сравнению с космосом и некоторыми другими планетами. Это относится к гелию, неону, криптону, ксенону и радону. Концентрация же аргона, напротив аномально высока и составляет почти 1 % от газового состава атмосферы. Большое количество данного газа обусловлено интенсивным распадом радиоактивного изотопа калий-40 в недрах Земли.

## Загрязнение атмосферы
В последнее время на эволюцию атмосферы стал оказывать влияние человек. Результатом человеческой деятельности стал постоянный рост содержания в атмосфере углекислого газа из-за сжигания углеводородного топлива, накопленного в предыдущие геологические эпохи.
Громадные количества {\displaystyle {\ce {CO2}}} потребляются при фотосинтезе и поглощаются мировым океаном. Этот газ поступает в атмосферу благодаря разложению карбонатных горных пород и органических веществ растительного и животного происхождения, а также вследствие вулканизма и производственной деятельности человека. За последние 100 лет содержание {\displaystyle {\ce {CO2}}} в атмосфере возросло на 10 %, причём основная часть (360 млрд тонн) поступила в результате сжигания топлива. Если темпы роста сжигания топлива сохранятся, то в ближайшие 200—300 лет количество {\displaystyle {\ce {CO2}}} в атмосфере удвоится и может привести к глобальным изменениям климата.
Сжигание топлива — основной источник загрязняющих газов ({\displaystyle {\ce {CO}}}, {\displaystyle {\ce {NO}}}, {\displaystyle {\ce {SO2}}}). Диоксид серы окисляется кислородом воздуха до {\displaystyle {\ce {SO3}}}, а оксид азота до {\displaystyle {\ce {NO2}}} в верхних слоях атмосферы, которые в свою очередь взаимодействуют с парами воды, а образующиеся при этом серная кислота {\displaystyle {\ce {H2SO4}}} и азотная кислота {\displaystyle {\ce {HNO3}}} выпадают на поверхность Земли в виде так называемых кислотных дождей. Использование двигателей внутреннего сгорания приводит к значительному загрязнению атмосферы оксидами азота, углеводородами и соединениями свинца (тетраэтилсвинец {\displaystyle {\ce {Pb(CH3CH2)4}}}, его использование в бензине существенно снижено в последние десятилетия).
Аэрозольное загрязнение атмосферы обусловлено как естественными причинами (извержение вулканов, пыльные бури, унос капель морской воды и пыльцы растений и другое), так и хозяйственной деятельностью человека (добыча руд и строительных материалов, сжигание топлива, изготовление цемента и тому подобное). Интенсивный широкомасштабный вынос твёрдых частиц в атмосферу — одна из возможных причин изменений климата планеты.